# ラヴ (ラヴのアルバム)
『ラヴ』（Love）は、アメリカ合衆国のバンド、ラヴが1966年に発表した初のスタジオ・アルバム。

## 背景
「マイ・リトル・レッド・ブック」は、バート・バカラックとハル・デヴィッドが共作し、映画『何かいいことないか子猫チャン』のサウンドトラックでマンフレッド・マンが演奏した曲のカヴァーだが、バカラックはラヴの録音に関して、エナジーは認めつつもコード進行に関して批判し「間違った改変がなされ、私は好きになれない」とコメントしている。「ヘイ・ジョー」は、ザ・リーヴスが初録音した曲だが、本作のヴァージョンは、ブライアン・マクリーンがロード・マネージャーを務めていたバーズのライヴにおける演奏を参考にしている。

## 反響・評価
アメリカでは本作がBillboard 200で57位を記録し、シングル「マイ・リトル・レッド・ブック」はBillboard Hot 100で52位に達した。Richie Unterbergerはオールミュージックにおいて5点満点中4.5点を付け「初期ラヴのアルバムとしては最もハードにロックしており、かつ最もバーズからの影響が強い作品である」「ブライアン・マクリーン作の"Softly to Me"は、アーサー・リーだけがこのバンドの注目すべきソングライターではないことを知らしめている」と評している。
「エモーションズ」は、ハスケル・ウェクスラーの監督映画『アメリカを斬る』のオープニングで使用された。

## 収録曲
特記なき楽曲はアーサー・リー作。
1. マイ・リトル・レッド・ブック - "My Little Red Book" (Burt Bacharach, Hal David) - 2:34
2. キャント・エクスプレイン - "Can't Explain" (Arthur Lee, John Echols, John Fleckenstein) - 2:41
3. ア・メッセージ・トゥ・プリティ - "A Message to Pretty" - 3:13
4. マイ・フラッシュ・オン・ユー - "My Flash on You" - 2:09
5. ソフトリー・トゥ・ミー - "Softly to Me" (Bryan MacLean) - 2:57
6. ノー・マター・ホワット・ユー・ドゥ - "No Matter What You Do" - 2:46
7. エモーションズ - "Emotions" (A. Lee, J. Echols) - 1:59
8. ユー・アイル・ビー・フォロイング - "You I'll Be Following" - 2:26
9. ゲイジング - "Gazing" - 2:42
10. ヘイ・ジョー - "Hey Joe" (Billy Roberts) - 2:42
11. サインドD.C. - "Signed D.C." - 2:47
12. カラード・ボールズ・フォーリング - "Colored Balls Falling" - 1:55
13. マッシュルーム・クラウズ - "Mushroom Clouds" (A. Lee, J. Echols, Ken Forssi, B. MacLean) - 2:25
14. アンド・モア - "And More" (A. Lee, B. MacLean) - 2:55

## 参加ミュージシャン
- アーサー・リー - リード・ボーカル、ギター
- ブライアン・マクリーン - リード・ボーカル(on #5, #10)、バッキング・ボーカル、リズムギター
- ジョン・エコールズ - リードギター
- ケン・フォーシ - ベース
- アルバン・スヌーピー・ピステラー - ドラムス